# Beryl Vertue
Beryl Frances Vertue CBE, född 8 april 1931 i Croydon, London, död 12 februari 2022 var en brittisk TV-producent och mediebolagsdirektör.
Vertue arbetade för artistagenturen ALS från början av 1950-talet. Hon representerade komiker som Galton och Simpson, Spike Milligan och Eric Sykes. I mitten av 1960-talet blev hon exekutiv producent för mediebolaget Associated London Films. 1979 startade Vertue sitt eget bolag Hartswood Films som bland annat producerat TV-serierna Hopplösa typer och Coupling.

## Utmärkelser
Vertue har bland annat vunnit BAFTA:s "Alan Clarke Award" 2004 och RTS Awards "Lifetime Achievement" 2012.

## Filmografi i urval
- 1967 – Plankan – exekutiv producent
- 1971 – Up Pompeii – exekutiv producent
- 1972 – Steptoe and Son – exekutiv producent
- 1975 – Tommy – exekutiv producent
- 1992–1998 – Hopplösa typer (TV-serie) – producent
- 1995–1998 – Is It Legal? (TV-serie) – producent
- 2000–2004 – Coupling (TV-serie) – exekutiv producent
- 2004–2005 – Carrie & Barry (TV-serie) – exekutiv producent
- 2007 – Jekyll (TV-serie) – exekutiv producent
- 2010–2017 – Sherlock (TV-serie) – exekutiv producent